# 대한민국 형법 제134조
대한민국 형법 제134조는 몰수, 추징에 대한 형법각칙의 조문이다.

## 조문
제134조 (몰수, 추징) 범인 또는 정을 아는 제3자가 받은 뇌물 또는 뇌물에 공할 금품은 몰수한다. 그를 몰수하기 불능한 때에는 그 가액을 추징한다.

## 판례
- 수뢰자가 자기앞수표를 뇌물로 받아 이를 소비한 후 자기앞수표 상당액을 증뢰자에게 반환하였다 하더라도 뇌물 그 자체를 반환한 것은 아니므로 이를 몰수할 수 없고 수뢰자로부터 그 가액을 추징하여야 할 것이다.[1]
- 형법 제134조의 규정에 의한 필요적몰수 또는 추징은, 범인이 취득한 당해 재산을 범인으로부터 박탈하여범인으로 하여금 부정한 이익을 보유하지 못하게 함에 그 목적이있는것으로서, 공무원의 직무에 속한 사항의 알선에 관하여 금품을 받고그금품 중의 일부를 받은 취지에 따라 청탁과 관련하여 관계 공무원에게뇌물로 공여하거나 다른 알선행위자에게 청탁의 명목으로 교부한경우에는 그 부분의 이익은 실질적으로 범인에게 귀속된 것이 아니어서이를 제외한 나머지 금품만을 몰수하거나 그 가액을 추징하여야 한다[2]